# Resolución 720 del Consejo de Seguridad de las Naciones Unidas
La resolución 720 del Consejo de Seguridad de las Naciones Unidas, adoptada por unanimidad el 21 de noviembre de 1991 en una sesión privada, después de considerar la cuestión sobre la recomendación relativa al nombramiento del Secretario General, el Consejo recomendó a la Asamblea General que el Sr. Butros Butros-Ghali fuese nombrado como Secretario General por un período desde el 1 de enero de 1992 hasta el 31 de diciembre de 1996.
El 3 de diciembre de 1991, la Asamblea General reafirmó la decisión del Consejo de Seguridad y nombró a Butros Butros-Ghali en la resolución 46/21.